# Cikánský potok
Cikánský potok je levostranný přítok řeky Blanice na pomezí Šumavy a Šumavského podhůří v okrese Prachatice. Délka toku činí 13,3 km. Plocha povodí měří 40,3 km².

## Průběh toku
Pramení na severním svahu Boubína u osady Veselka, v nadmořské výšce okolo 1055 m, ústí pod Záblatím do řeky Blanice. Podél Cikánského potoka se nachází řada bývalých mlýnů (Urbánkův Mlýn, Machův Mlýn, Dobišův Mlýn, U Bartlů). V dolní části toku se nacházejí sejpy – pozůstatky po dřívějším rýžování zlata. Asi ½ km před ústím se na pravém břehu potoka prostírá přírodní rezervace Saladínská olšina.

### Větší přítoky
Největším přítokem Cikánského potoka je Boubínský potok přitékající zprava u Dobišova Mlýna.

## Vodní režim
Průměrný průtok Cikánského potoka u ústí činí 0,38 m³/s.